# (620108) 2021 AX7
(620108) 2021 AX7 ist ein erdnaher Asteroid, der am 15. Januar 2021 im Rahmen des Mount Lemmon Survey am Mount-Lemmon-Observatorium ungefähr 17 Kilometer nordöstlich von Tucson in Arizona/Vereinigte Staaten (IAU-Code G96) entdeckt wurde. Der Asteroid gehört zu den erdnahen Asteroiden des Amor-Typs, die die Erdbahn zwar nicht kreuzen, ihr aber mit Periheldistanzen zwischen 1,017 (dem Aphel der Erde) und 1,3 astronomischen Einheiten von außen nahe kommen. (620108) 2021 AX7 umläuft die Sonne in knapp unter zwei Jahren.
(620108) 2021 AX7 durchlief das Perihel – den sonnennächsten Punkt  – am 13. März 2023. Dieser liegt bei ungefähr 1,14 astronomischen Einheiten – etwa 170,5 Millionen Kilometer. Diese Sonnenentfernung ist 0,07 astronomische Einheiten oder 10,4 Millionen Kilometer weiter entfernt als das Aphel der Erde, das bei 1,07 astronomischen Einheiten (160,07 Millionen Kilometer) liegt.